# 湖里区
湖里区是福建省厦门市所辖的一个市辖区。湖里是厦门经济特区的发祥地，厦门海港、空港，厦门岛陆上通道高集海堤、厦门大桥、海沧大桥、集美大桥、杏林大桥、翔安隧道、海沧海底隧道及翔安大桥均在湖里区，區政府駐禾山街道枋湖南路161号。

## 历史沿革
历史上，湖里区属于同安县绥德乡嘉禾里。1912年思明县从同安县析出，今湖里区属思明县。1935年，裁撤思明县，设厦门市。后行政建制多次变更，今湖里区先后属禾山特种区、禾山区、郊区。
1980年，国务院批准在厦门岛上西北部禾山乡湖里大队2.5平方千米范围设立厦门经济特区。1987年7月，国务院批复撤销厦门市郊区和湖里工业管理局，在厦门岛北部增设湖里区。2002年12月26日，民政部批准：厦门市湖里区人民政府驻地由兴隆路23号迁至禾山镇。
湖里區得名自湖里大隊（今湖里街道），而湖里大隊得名自轄區內的湖里村、湖里街。一说湖里村西边海滨洼地水竹丛生，称竹坑湖，村位于竹坑湖内侧（裏側），故名湖裡。

## 行政区划
湖里区下辖5个街道和2个类似乡级单位：湖里街道、殿前街道、禾山街道、江头街道、金山街道、火炬高技术开发区和象屿保税区。

## 人口
根据(福建省)厦门市第七次全国人口普查公报显示：常住人口为1036974人。
截至2021年末，湖裏區常住人口102.5萬人，人口出生率8.85‰，人口死亡率2.89‰，人口自然增長率5.96‰。全區户籍人口39.2089萬人，其中，男性人口和女性人口分別為19.3610萬人和19.8479萬人。

## 交通

### 廈門地鐵
- 廈門地鐵1號線（廈門地鐵1號線鎮海路站到岩內站啟用於2017年12月31日，以下车站位於廈門市湖里区境內）：
  - 烏石浦站
  - 塘邊站
  - 火炬園站
  - 殿前站
  - 高崎站
- 廈門地鐵2號線（廈門地鐵2號線天竺山站到五缘湾站啟用於2019年12月25日，以下车站位於廈門市湖里区境內）：
  - 两岸金融中心站
  - 五通站
  - 濕地公園站
  - 钟宅站
  - 五缘湾站
- 廈門地鐵3號線（廈門地鐵3號線廈門火車站至蔡厝站啟用於2021年6月25日。）
  - 火炬園站
  - 五缘湾站

### 鐵路
- 鷹廈鐵路
  - 廈門高崎站（不辦客運）

## 圖片
- 俯瞰湖里区建筑物
- 俯瞰湖里区及後方思明区建筑物
- 厦门国际邮轮中心
- 厦门高崎国际机场
- 高集海堤